# Sopwith Camel
A legendás Sopwith F.1 (közismertebb nevén: Sopwith Camel) az első világháború leghíresebb repülőgépeinek egyike. A nevéhez tartozó „camel” (jelentése: teve) jelzőt a gép orr-részében elhelyezett géppuskák megtámasztására szolgáló púpról kapta. A gép azon kevés típus közé tartozott amellyel lehetséges volt nyaktörő kanyarvételeket és éles fordulókat tenni, ezzel nagyban segítve a pilótát a védekezésben. Manőverezőképessége mellett igen nagy - 168 km/h - sebessége is volt. A gép irányítása viszont nagy szakértelmet és sok tapasztalatot igényelt, ennek eredményeképpen számos kezdő pilóta lelte halálát lezuhanás következtében.

## Története
- fegyverzet: 2 db 7,7 mm-es Vickers géppuska, és amikor kell raknak rá 2 db 9 kg-os bombát

Közel 1300 német gép vesztét okozta. Az F.1 típusból 5597, a 2F.1 típusból 317 darabot gyártottak.
Az észt és a belga repülő század is kapott belőle.

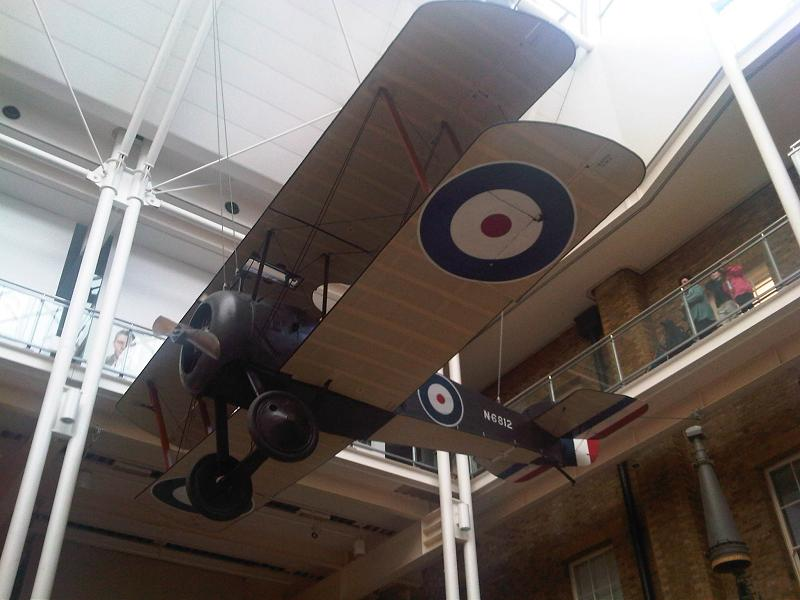
Egy Sopwith Camel vadászrepülőgép a londoni Imperial War Museum-ban